# Приборове (Берестейський район)
Приборове (біл. Прыбарава) — село в Білорусі, у Берестейському районі Берестейської області. Орган місцевого самоврядування — Томашівська сільська рада. Знаходиться за 62 км на південь від Берестя, за 9 км від залізничної станції Влодава. Зупинний пункт "Приборове" розташований за 1,3 км на південний схід від населеного пункту. Село належить до української етнічної території та є частиною Берестейщини.